# Ford Landau (Australia)
Ford Landau – samochód sportowy klasy pełnowymiarowej produkowany pod amerykańską marką Ford w latach 1973 – 1976.

## Historia i opis modelu

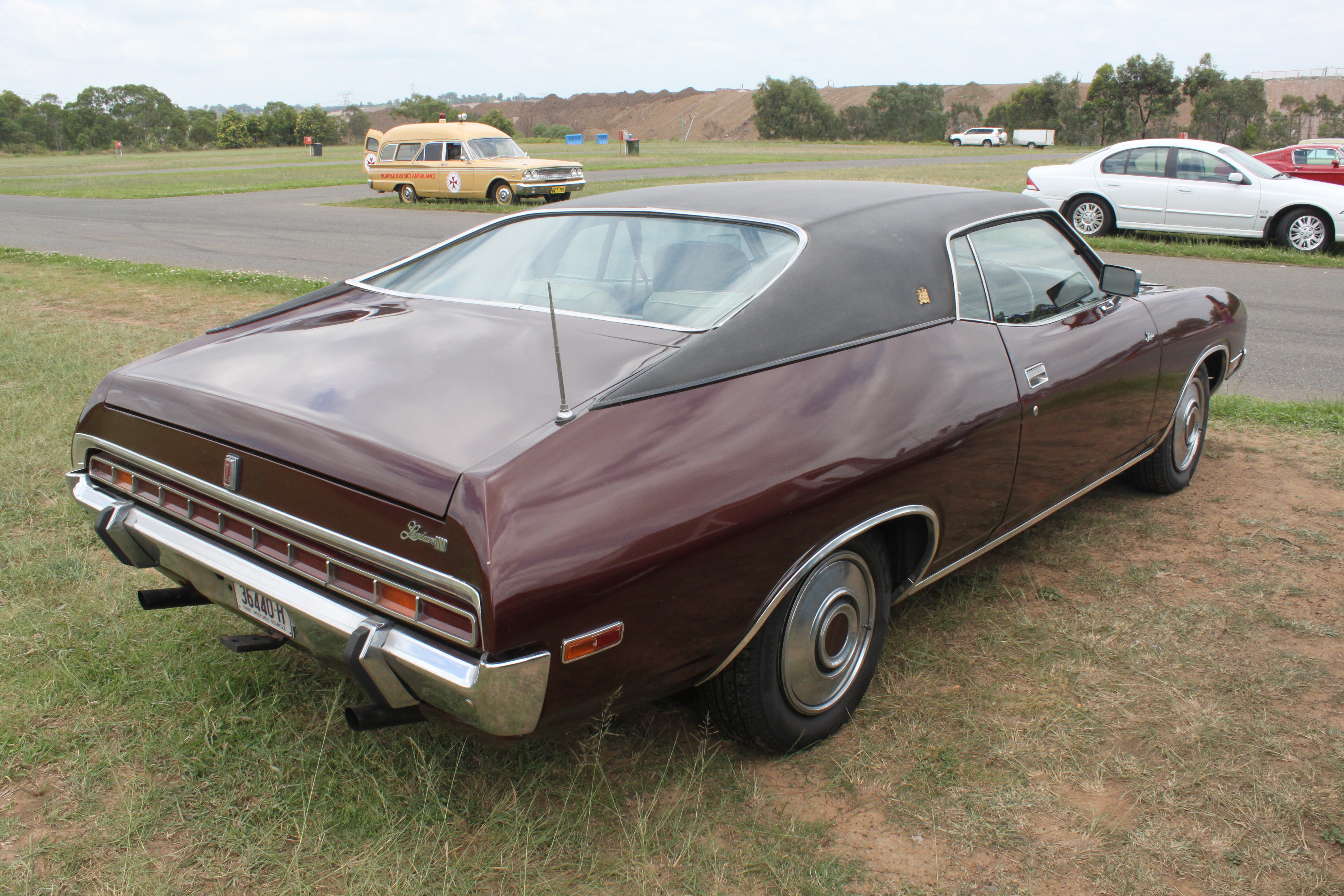
Ford Landau - tył

Późnym latem 1973 roku australijski oddział Forda zaprezentował pełnowymiarowe coupe oparte na bazie lokalnie produkowanych modeli Falcon i LTD o stosowanej już w międzyczasie w Brazylii nazwie Landau. Samochód charakteryzował się masywną, kanciastą sylwetką z chowanymi reflektorami i podłużnymi tylnymi lampami.

### Produkcja
Australijski Ford Landau był samochodem niskoseryjnym wyprodukowanym w stosunkowo niewielkiej liczbie sztuk. Podczas trwającej 3 lata produkcji powstało 1385 sztuk pojazdu.

### Silnik
- V8 5.8l Cleveland